# Hemin Mukriyani

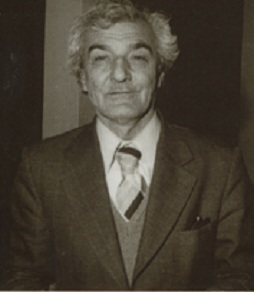
Hemin Mukriyani

Hemin Mukriyani (Hêmin Mukriyanî; * 1920/1921 bei Mahabad, Iran; † 1986) war der Künstlername von Seyed Mohammad Amini Shaik-ol-eslam Mokri, eines kurdischen Dichters und Journalisten.
Hemin Mukriyani wurde in der Nähe von Mahabad im Nordwesten des Iran geboren. Nach dem Ende seines Studiums schloss er sich der Komeley Jiyanewey Kurd (kurdische Gemeinschaftsliga oder Konzil für die kurdische Wiedergeburt) an, die im Jahr 1942 gegründet wurde. Zusammen mit seinem Freund Abd-al-Rahman Scharafkandi (Hazhar) und auch Abdurahman Scharafkandi (Hejar) wurde er als Nationaldichter für die Republik Kurdistan nominiert. Am Ende wurde Hejar Nationaldichter. Hemin wurde Sekretär des Ministerpräsidenten Hadschi Baba Scheich. Nach dem Ende der Republik durch die iranische Armee floh er im Dezember 1946 und nahm Zuflucht in Silemani in der heutigen Autonomen Region Kurdistan im Nord-Irak. Dort wurde er verhaftet. Nach dem Abkommen vom 11. März 1970, welches den Kurden und Bagdads Zentralregierung eine vierjährige Frist setzte, ließ sich Hemin in Bagdad nieder. Dort wurde er ein aktives Mitglied der Kurdischen Akademie der Wissenschaften.
Hemin war regelmäßig in den verschiedensten kurdischen Zeitschriften zu lesen wie etwa der Hawari Kurd (Hilferuf der Kurden), Hawarî nîştiman (Hilferuf des Vaterlandes), Girugalî mindalan (Das Blabben der Kinder), Agir (Feuer), Halala (Tulpe), dem Organ des Verbandes kurdischer Frauen. Nach dem Ende der Monarchie im Iran im Jahr 1979 baute er das kurdische Verlagshaus Salaha-al-Din Ayyubi in Urmia auf. Dieses veröffentlichte vom Frühling 1985 eine kurdische Zeitschrift mit Namen Sirwe (Brise). Hemin blieb bis zu seinem Tod im Jahr 1986 Herausgeber dieser Zeitschrift.

## Werke
1. Tarîk û Rûn, Sammlung von Gedichten, 1974.
2. Naley Cudaî, Sammlung von Gedichten, 1979.
3. Paşerokî Mamosta Hêmin, Eine Sammlung von Artikeln, Mahabad, 1983.